# تاكاشي أوكوهارا
تاكاشي أُوكوهارا (باليابانية: 奥原 崇) (31 يوليو 1972 في طوكيو في اليابان – )؛ هو لاعب كرة قدم ياباني سابق كان يلعب كلاعب وسط.

## وصلات خارجية
- تاكاشي أوكوهارا على موقع رابطة كرة القدم اليابانية للمحترفين (اليابانية)
- تاكاشي أوكوهارا على موقع عالم كرة القدم.نت (الإنجليزية)